# EE Leonis
EE Leonis eller Gliese 402 eller Wolf 358, är en ensam stjärna i södra delen av stjärnbilden Lejonet. Den har en genomsnittlig skenbar magnitud av ca 11,66 och kräver ett teleskop för att kunna observeras. Baserat på parallax enligt Gaia Data Release 3 på ca 143,5 mas, beräknas den befinna sig på ett avstånd på ca 22,7 ljusår (ca 6,97 parsek) från solen. Den rör sig närmare solen med en heliocentrisk radialhastighet på -1 km/s.

## Egenskaper
EE Leonis är en röd dvärgstjärna i huvudserien av spektralklass M4.0 V med fysiska egenskaper ganska lika de hos Ross 128 eller Kruger 60 B. Den har en massa som är ca 0,26 solmassa, en radie som är ca 0,3 solradie och har i genomsnitt ca 0,00091 gånger solens utstrålning av energi från dess fotosfär vid en effektiv temperatur av ca 3 100 K.

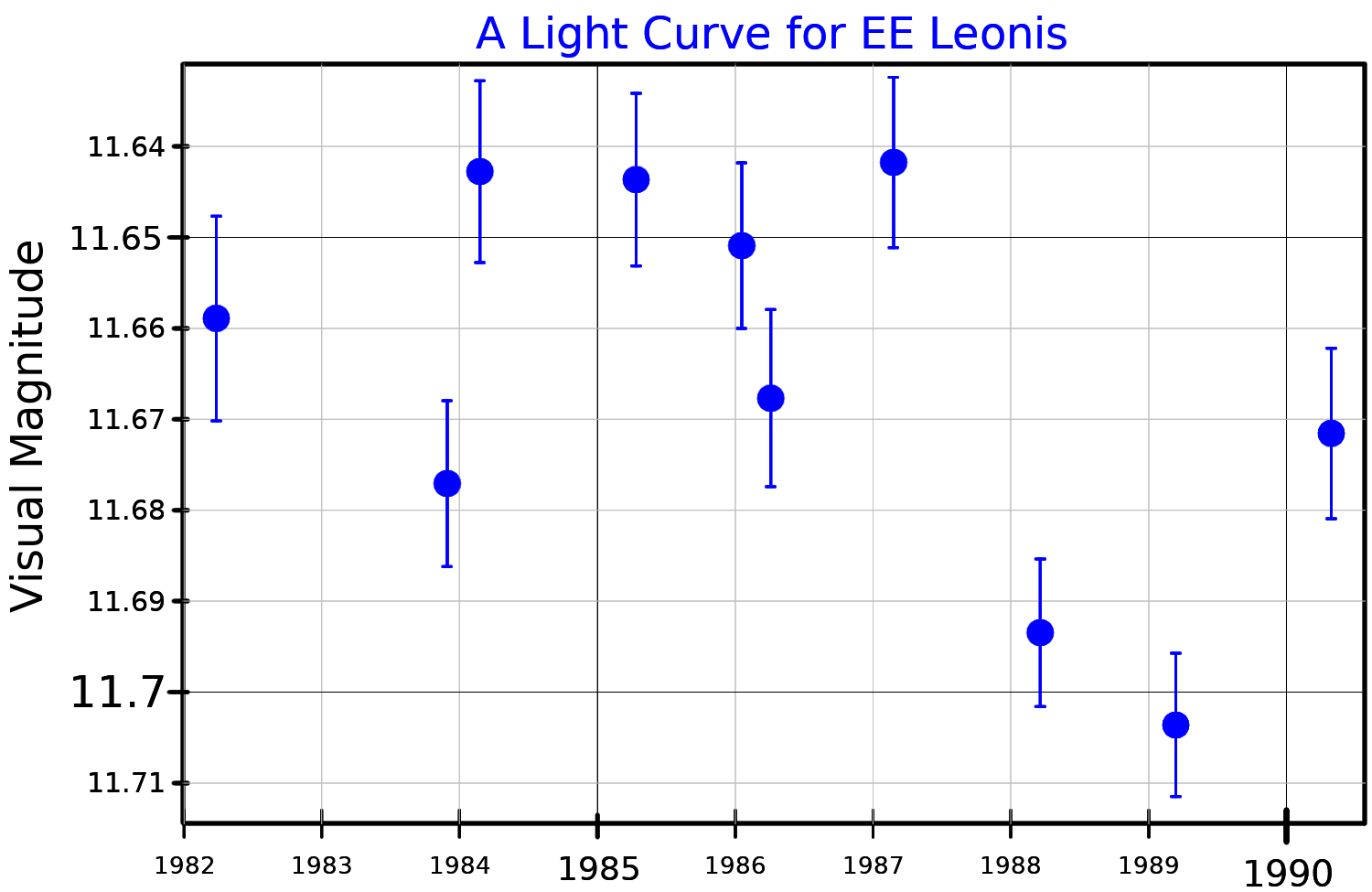
Ljuskurva i synliga bandet för EE Leonis, anpassad från Weis (1994)

EE Leonis är en BY Draconis-variabel, med skenbar magnitud som varierar mellan 11,64 och 11,70. Förändringarna i ljusstyrkan beror på stjärnfläckar och kromosfärisk aktivitet i kombination med stjärnans rotation.